# 村上克司
村上 克司（むらかみ かつし、1942年9月23日 - ）は、日本の玩具工業デザイナー。岐阜県出身。
元バンダイの専務であり2015年現在、株式会社ライブ・ワークス主宰。超合金をはじめとする、デザインや商品を数多く世に送り出したことで知られる。

## 来歴
少年時代から絵を描くのが得意で、手塚治虫や小松崎茂に大きな影響を受けた。やがて工業デザイナーを志望し、理数系の岐阜県立岐山高等学校に入学する。
1961年に同校を卒業後、父親の反対や経済的な理由から美大への進学を断念し、バンダイに入社。当時のバンダイには企画やデザインといったセクションが存在せず、営業部に配属された村上は工場や返品係などで玩具作りのすべての仕事をこなしつつ、就労後にデザイン画を描きアイデアを練っていた。その後は仕入部研究室に入り、商品やパッケージのデザインを行なっていたが、約1年後「商品開発の役に立つ」との社長命令で、2年間大阪へ営業の修行に出た。このときの経験は後の開発などの仕事に役立ったという。
バンダイが子会社のポピーを設立する直前の1971年にポピーのロゴをデザインした直後、自動車デザイナーを目指すため一時退社し、フリーの工業デザイナーとして独立する。この時期には変身サイボーグ関連商品などの玩具デザインも行っていた。
1973年、ポピーの専務・杉浦幸昌の誘いでポピーに入社し、大ヒット商品となった超合金、ポピニカ、マシンロボ、タマゴラス、TOKIMAといった、玩具史に残る名商品の数々を企画、デザインして世に送り出す。
村上は超合金シリーズの第1号である『超合金マジンガーZ』の発案者であるため、「超合金の生みの親」として書籍などで紹介されることが多い。『超電磁ロボ コン・バトラーV』以降、自らキャラクターデザインも直接行うことが多くなり、大河原邦男らとともに「メカデザイナー」としてもアニメファンから知られるようになる。
玩具デザイン集団の必要性を提唱し、1981年にバンダイの子会社プレックスの前身のポピー企画室を発足、マシンロボシリーズや平成ウルトラシリーズ、スーパー戦隊シリーズのデザイナーであるプレックスの大石一雄もこのポピー企画室に創立時より参加した村上の最初の弟子である。
1983年にポピーがバンダイと合併し、ボーイズトイ事業部へ変更された後も、長きにわたってバンダイの男児向け玩具の開発に腕を振るってきた。1984年にバンダイの専務取締役に就任し、1997年に退社。
1984年以降の監修的な立場になった後でも、『恐竜戦隊ジュウレンジャー』の大獣神など合体ロボットの場合は頭部のみデザインしたものもいくつか存在する。メタルヒーローシリーズは『テツワン探偵ロボタック』まで主役のキャラクターのみ、ラフデザインは自身で担当している。スーパー戦隊シリーズでは、『救急戦隊ゴーゴーファイブ』まで、主役のヒーローのデザインにタッチしている。
その後も村上は1990年代までプレックスのデザインの監修を担当している。そのプレックスやメガハウスなどバンダイグループ数社の社長を務めた後、2002年にグループから離れ、同年ライブ・ワークスの代表取締役に就任した。2007年には『獣装機攻ダンクーガノヴァ』のコンセプトデザインを担当している。
2009年、新書『超合金の男 -村上克司伝-』(アスキー・メディアワークス)を出版。 
2011年9月1日、マッグガーデンの取締役に就任し、遅くとも2015年8月までに退任。
2016年10月、自身の名前をクレジットした商品「村上克司原画リトグラフ」（合同会社いと・まほろば）を発表。宇宙刑事ギャバン、宇宙刑事シャリバン、宇宙刑事シャイダー、仮面ライダーBLACK、シャドームーン、仮面ライダーZOをリリース。東映ヒーローネットで限定販売。
2017年、デザインワーク集『オール・アバウト村上克司』（パイインターナショナル）を出版。

## デザインワークス
『イナズマン』へのスタッフ参加以来、ポピー、バンダイ提供のアニメ・特撮番組に数多くデザイン・アイデアを提供した。「玩具メーカー主導のアニメ・特撮番組制作」という、現在の制作体制を確立した第一人者でもある。内田有作と村枝賢一の対談記事の中で内田は『『超人バロム・1』のマッハロッドは、ポピーの村上がポンコツ屋から車のシャーシだけ買ってきて、デザインを描いてものの見事にマッハロッドを作った」と語っているが、村上自身がこれについて言及したことはなく「最初に担当したのは『イナズマン』のライジンゴーです」と明言している。
スーパー戦隊シリーズの黒ゴーグル付きヘルメットマスクと強化スーツや巨大ロボット、追加戦士案、スーパー合体ロボや黒と緑の5人共存戦隊案、『宇宙刑事ギャバン』に始まる宇宙刑事シリーズおよびメタルヒーローシリーズ路線、『ウルトラマン80』のウルトラメカ、玩具化可能な様々な変形合体アニメロボット、ライタンシリーズ、『マシンロボ』、『タマゴラス』、『TOKIMA』に至るまで数多くのデザインに携わったほか、『スペースコブラ』のサイコロイドや『機動戦士Ζガンダム』のサイコガンダムなども村上の作によるものである。1984年に村上が開発、デザインした『タマゴラス』はグッドデザイン賞を受賞した。この『タマゴラス』はテレビのキャラクターではなく玩具のオリジナル企画で、卵が変形して動物（動物型ロボット）やロボットに変形するという、テレビのキャラクター作品で培った変形ギミックを活かしたユニークな商品だった。
メタルヒーローシリーズでは「ゴーグルの下に目がある」というデザインを多用している。当時の部下であった野中剛もこれは「強面だが実は優しい」という表現であり、村上が好んで用いたパターンであったと証言している。
ライオンが好きで『大鉄人17』、『スパイダーマン (東映)』、『未来ロボ ダルタニアス』ではいずれもライオンがモチーフになっている。他にも猛禽類や、神々をモチーフにした像にもインスピレーションを受け、『勇者ライディーン』のゴッドバードの変形と、『六神合体ゴッドマーズ』の各六神ロボも、いずれもそういったものがモチーフに活かされ、後のスーパー戦隊シリーズなどの東映作品に登場する多くのメカデザインの源的な影響を今でも与えている。
既成のヒーロー概念に捉われることが無く、様々な新味を出すことに惜しみない部分があり、『マシンロボ』を『ビー・バップ・ハイスクール』のアニメ版（『マシンロボ ぶっちぎりバトルハッカーズ』）に路線変更を提案したり、『仮面ライダー』をバイクだけでなく車に乗せる（『仮面ライダーBLACK RX』）発想も村上によるものだといわれる。デザインにおいては、過去にヒットしたものや現在支持されているものの後追いはせず、自身がヒーローになったつもりでどんなスーツやメカを使いたいかということを重視している。
持論として、当初のコンセプトから大きく離れてしまうようなものは視聴者に受け入れられないと考えており、生み出す際に苦労するものは発想自体だめなのだと述べている。
4Gamer.netの黒川文雄によると、バンダイの元社長である山科誠も、村上の「よいものにしたければ、ストーリーラインに組み込むように」という考えに賛同していたとされている。

## 逸話
- 『太陽の使者 鉄人28号』の制作にあたって、原作者の横山光輝が『鉄人28号』の新作（アニメ第2作目）の制作に乗り気ではなかったが、村上がアレンジしたデザインを見て、その場で即決しゴーサインを出した[19]。
- 『勇者ライディーン』では、共同デザイナーである安彦良和に大量のダメ出しを行ったという。安彦は「「絵づらでやっていることを立体でもやれるようにしたいんだ」と。それが無理難題なんだよ（笑）」[20]、「「俺はこういうのを描いた。これを何とかしろ！」って悪魔のようなこと言って来るんですよ(笑)」[21]と語っている。
- プレックス社内で『ビーファイターカブト』の後番組企画として、海洋生物をモチーフにした『シーファイター』が提案されたが、途中で『がんばれ!!ロボコン』的な路線による新番組に変更。コミカルロボットに不慣れなデザイナー陣に対し、村上が「これで行け！」と言いつつ提出したイラストを元にデザイン作業が進行した。かような経緯で完成したのが、『ビーロボカブタック』であったという[22]。
- シド・ミードと親交があり、シド・ミードが∀ガンダムのヒゲのデザインに悩んでいた時に、超合金の書籍を見せた。コメントでは、他にも自身のデザインの「ゴッドシグマ｣にも顎鬚がある件に言及している[23]。
- 『宇宙刑事ギャバン』製作中に東映のスタッフと議論になったときに「おれがギャバンだ！」と叫んだといわれている。しかし、村上は東映のスタッフと議論した記憶はあるものの「おれがギャバンだ!」という言葉は記憶にないという[24]。
- 『宇宙刑事ギャバン』放送から3年後、ポール・バーホーベンから、自作の映画『ロボコップ』の主人公にギャバンのデザインを引用させてほしいという手紙が村上のもとにきて村上は無償で快諾したという[25]。
- 『兄弟拳バイクロッサー』では、当初村上の部下がギンクロンとケンローダーが合体する玩具を設定していたが、村上がこれを却下し、完成作品でのバイクロッサー・ケンがギンクロンを担ぐブレーザーカノンとなった[2]。
- マスク造形の粘土原型をチェックする際は右側だけに修正を施し、反対側へはゲージを使用して同じ処理を施していたという[26]。東映のヒーロー作品で造形の多くを担当したレインボー造型企画の小松義人へは全幅の信頼を置いており、小松の原型をチェックする際は全体を一瞬見てボールペンのキャップなどでディテールを追加する程度であった[26]。